# Hypochondrie
Hypochondrie, z řeckého hypochondrium tj. podžebří, je psychická porucha charakterizovaná až přehnaným a intenzivním zaměřením na vlastní zdravotní stav projevující se reálně ničím nepodloženým přesvědčením o vlastním vážném onemocnění. To může v určitých případech značně ovlivnit život člověka. 

Podžebří byla oblast, kde se podle starověkých lékařů nacházel zdroj potíží pacientů trpících hypochondrií či depresemi, jelikož v těchto místech často lidé s těmito poruchami pociťují své obtíže.

## Diagnóza poruchy
Hypochondrická porucha (F45.2) se v klasifikaci podle MKN řadí do:
- Poruch duševních a poruch chování (F00–F99)
- Neurotických, stresových a somatoformních poruch (F40–F48)

Základním rysem je přetrvávající zabývání myšlenkami‚ že pacient má jednu nebo více závažných a progresivních somatických nemocí‚ které se projevují trvalými somatickými
potížemi nebo trvalým zabýváním se vlastním fyzickým vzhledem. Normální nebo běžné pocity a jevy často pacienti interpretují jako abnormální a zneklidňující. Pozornost je obvykle zaměřena pouze na jeden nebo dva orgány nebo tělesné systémy.

## Průběh poruchy
Hypochondrie mívá počátek v pozdní adolescenci a mladší dospělosti (20 – 30 let), ale je možná kdykoliv, zřídka se objevuje první výskyt po 50. roce věku. Mívá chronický a kolísavý průběh, zhoršuje se při stresu a v zátěžových životních situacích.

## Výskyt poruchy
Hypochondrie se vyskytuje stejně u žen jako u mužů. Odhadem se celoživotní prevalence odhaduje na 3–14 %, šestiměsíční prevalence na 1–6 %. Odhaduje se, že asi 10–20 % zdravé populace má občasné obavy o zdraví, u neurotických pacientů se to týká až 45 %.

## Psychoterapie
Terapie bývá náročnější, protože pacienti často odmítají psychiatrickou léčbu a trvají na přítomnosti tělesné poruchy. Vhodná je terapie podporující, umožňující ventilaci problému, edukativní – vysvětlující principy fungování nemoci. Nevhodná je hospitalizace, doprovázená dalšími vyšetřeními a nasazení léků.
Nejčastěji užívaný druh psychoterapie je kognitivně behaviorální, kde jsou vypracovány účinné postupy ke snížení obav. KBT může být individuální či skupinová.
Mezi základní léčebné intervence u hypochondrie patří:
- Analýza problému
- Psychoedukace
- Kognitivní restrukturalizace s hledáním alternativních vysvětlení
- Expoziční léčba
  - zábrana vyhýbavému chování
  - odstranění zabezpečovacího chování
  - expozice v imaginaci (expozice tělesným prožitkům nemoci, představám vlastní smrti apod.)
- Nácvik relaxace (progresivní relaxace, Schulzův autogenní trénink)
- Postupná a pravidelné zatěžování fyzickou aktivitou
- Dechová cvičení (zklidnění dechu, řízená hyperventilace)
- Řešení problémů v životě
- Prevence relapsu

## Farmakoterapie
Nejčastěji se používá farmakoterapie antidepresivy, je však nutno považovat ji za podpůrnou, doprovázející psychoterapii.

## Hypochondrie v umění
V umění a filmu bylo ztvárněno mnoho osob s hypochondrickými rysy 
- Moliere ztvárnil osobnost hypochondra v komedii Zdravý nemocný.
- Ve filmu Woody Allena Hana a její sestry z roku 1986 si režisér zahrál i roli hypochondra Mickeye.
- Ve filmu Bandité z roku 2001 hraje citlivého hypochondra Billy Bob Thornton.
- Ve filmu Dogville z roku 2003 hraje Philip Baker Hall doktora s hypochondrickými rysy, který trpí neustálým sebepozorováním a nadměrným předepisováním léků.

## Hypochondrie a osobnost
Hypochondrickými potížemi a zvýšeným sebepozorováním trpělo mnoho známých osobností  Archivováno 26. 10. 2013 na Wayback Machine..